# Aagaard Højskole
Aagaard Højskole var en dansk folkehøjskole beliggende i et lille skovområde ved Trenens bred i Aagaard ved Oversø i Sydslesvig. Højskolen blev oprettet i 1863 og fortsatte sit virke også efter den tyske anneksion af Sønderjylland. Skolen fungerede især som bondehøjskole.
Skolen blev oprettet af Johann August Wiinsted, som var før lærer ved Rødding Højskole. Wiinsted forsatte sit virke frem til 1869 og altså efter at Sønderjylland i 1864 blev en del af Preussen. Hans efterfølger var Hans Mikkelsen Tofte, som drev højskolen frem til 1889. Han satte dybe spor i omegnen. Tofte har mellem de to slesvigske krige været degn i Flensborg og kan kaldes en af ophavsmænende bag byens danske skolevæsen. Tofte kunne opretholde driften frem til 1889 og dermed 25 år efter anneksionen i 1864. I 1889 forbød dog preusserne al undervisning på dansk og skolen måtte lukke. I nærheden findes nu Jaruplund Højskole som eneste danske højskole syd for den nuværende grænse.